# Abens (Au in der Hallertau)
Abens ist ein Pfarrdorf und eine ehemalige Gemeinde im nördlichen Landkreis Freising. Der Ort liegt in der südlichen Hallertau, dem wichtigsten Hopfenanbaugebiet Deutschlands, in der Nähe des Ursprungsgebiets des Flusses Abens, etwa 25 Kilometer nördlich der Kreisstadt Freising. Seit 1978 ist Abens ein Gemeindeteil des Marktes Au i.d.Hallertau. Der Ort zählt 420 Einwohner.

## Geschichte
Abens ist nach Altomünster, Waging am See und Otting die viertälteste Pfarrei des Erzbistums München und Freising. Gegründet wurde sie von Adalunc und seinem Sohn Hununc de Abunsma im Jahr 759. Dies war der Anlass der ersten urkundlichen Erwähnung Abens in den Traditionen des Hochstifts Freising.
In spätgotischer Zeit, also im 14. oder 15. Jahrhundert, wurde eine größere Kirche in Abens gebaut, von der sich heute noch Überreste im Mauerwerk des Turmunterbaus finden. Um 1460 entstand das aus Holz geschnitzte Gnadenbild Unserer Lieben Frau von Abens, die Marienwallfahrt nach Abens soll aber bis auf die Zeit um 1270 zurückgehen. Der heutige Kirchenbau im Barockstil entstand unter Leitung des Landshuter Hofmaurermeisters Johann Georg Hirschstötter in den Jahren 1738 bis 1740.
Der Ort Abens gehörte politisch zur Obmannschaft Herbersdorf im Herzogtum Bayern, zusammen mit den Orten (Grub)Anger, Dellnhausen, Harham, Hemhausen, Herbersdorf, Holzhof, Mooshof, Piedendorf und Trillhof. Im Zuge der Gemeindebildung nach dem Zweiten Gemeindeedikt entstand aus der Obmannschaft Herbersdorf über den Steuerdistrikt Hemhausen 1808 durch das Gemeindeedikt 1818 die selbständige Landgemeinde Hemhausen.
Mit der Gemeindegebietsreform schloss sich Hemhausen mit Hirnkirchen am 1. Januar 1971 zur neuen Gemeinde Abens zusammen. Nach Auflösung dieser Gemeinde wurde Abens am 1. Mai 1978 ein Ortsteil von Au in der Hallertau.

## Sehenswürdigkeiten
Das Ortsbild von Abens wird geprägt von der Katholischen Wallfahrtskirche Mariä Geburt, einem barocken Saalbau mit Apsis und spätgotischem Westturm. Der Neubau von Johann Georg Hirschstötter wurde 1738–40 errichtet.

## Persönlichkeiten
- Aemilian Reif (1741–1790), Benediktiner, Theologe und Hochschullehrer